# Red Summer
Red Summer (ou "Verão Vermelho") foi um período de revoltas raciais e confrontos entre as comunidades branca e afro-americana que durou boa parte de 1919. Resultou em centenas de mortos por todos os Estados Unidos, sendo a maioria das vítimas negros que foram mortos em linchamentos e, principalmente, atentados terroristas perpetrados por supremacistas brancos. A comunidade afro-americana, revoltada com a inação das autoridades (ou em alguns casos, a polícia demonstrava apoio aos agressores brancos), protestavam nas ruas e revoltas irromperam por todo o país, provocando respostas ainda mais violentas das autoridades e de gangues de brancos. Foi reportado que, de fato, a maioria dos ataques eram de brancos contra negros, sendo estes últimos a maioria esmagadora das fatalidades. Em alguns casos, a comunidade negra tentava reagir, notavelmente em Chicago e Washington, DC. O maior número de fatalidades aconteceu na zona rural de Elaine, Arkansas, onde foi estimado que entre 100 e 240 negros e cinco brancos foram mortos; cerca de 38 pessoas morreram em Chicago e 28 em Washington, além de centenas de feridos e extensos dados a propriedades, especialmente em Chicago.
As revoltas raciais contra negros, resultado de uma variedade de tensões sociais nos Estados Unidos pós-Primeira Guerra Mundial, muito relacionadas a desmobilização de milhares de soldados veteranos da guerra, tanto brancos quanto negros. A economia do país não estava boa, havia competição por empregos e oportunidades de moradia entre as comunidades branca e negra. Além disso, havia tensões trabalhistas, com industrialistas utilizando mão-de-obra negra quando havia greves (a comunidade negra, mais empobrecida, raramente aderia as greves), para grande descontentamento dos trabalhadores brancos. As revoltas e as mortes foram extensamente cobertas pela imprensa, que, junto com o governo federal, temia a influência socialista e comunista no movimento dos direitos civis, enquanto o mundo assistia a Revolução Bolchevique na Rússia. Também havia o medo de anarquistas estrangeiros se infiltrando, que colocavam bombas em negócios e alvos do governo federal.
O ativista de direitos civis e escritor James Weldon Johnson cunhou o termo "Red Summer"; ele trabalhava como secretário para a Associação Nacional para o Progresso de Pessoas de Cor (NAACP). Em 1919, Johnson organizou protestos pacíficos contra a violência racial que ocorreu naquele verão. Embora não tenha sido a primeira revolta racial na história dos Estados Unidos, muitos historiadores apontam para o "Verão Vermelho" como o início da resistência mais enfática da comunidade negra contra a opressão que sofriam pelas mãos da comunidade branca, com um evento galvanizador de emoções mas também estimulador de medo para os brancos a respeito de futuras revoltas.